# Margelliantha
Margelliantha là một chi thực vật có hoa trong họ, Orchidaceae.